# フレディー・カスティーリョ
フレディー・カスティーリョ（Freddy Castillo、1955年6月15日 - ）は、メキシコの男性プロボクサー。ユカタン州メリダ出身。元WBC世界ライトフライ級王者。元WBC世界フライ級王者。世界2階級制覇王者。

## 来歴
カスティーリョは1971年にプロに転向した。
1978年2月19日、WBC世界ライトフライ級王者ルイス・エスタバを14回TKO勝ちを収め王座獲得に成功した。
1978年5月6日、ネトルノイ・ソー・ボラシングに判定負けを喫し王座から陥落した。
1982年7月24日、WBC世界フライ級王者プルデンシオ・カルドナを判定勝ちを収め王座獲得に成功した。
1982年11月6日、エレンシオ・メルセデスに判定負けを喫し初防衛に失敗し王座から陥落した。
1986年2月22日、WBC世界フライ級タイトルマッチで王者ソット・チタラダに判定負けを喫し、この試合を最後に現役を引退した。

## 獲得タイトル
- WBC世界ライトフライ級王座（防衛0度）
- WBC世界フライ級王座（防衛0度）